# علم منغوليا
يتكون علم منغوليا (بالمنغولية: Монгол улсын төрийн далбаа، رومنة: Mongol ulsiin töriin dalbaa)، pronounced ‎[ˈmɔɴɢɞ̆ɮ ʊɬˈsiŋ tʰɵˈɾiŋ taɮˈpa]‏) من شريطين أحمرين يفصل بينهما شريط أزرق. ويوجد رمز سويومبو على الشريط الموجود في أقصى اليسار. يمثل الشريط الأزرق السماء الزرقاء والخطوط الحمراء ترمز إلى الإزدهار. يمثل رمز سويومبو يمثل النار والشمس والقمر والأرض والماء والين واليانغ.
اعتمد العلم الحالي في 12 يناير 1992، وحددت ألوانه الرسمية في 8 يوليو 2011. حتى عام 1992 كانت توجد نجمة شيوعية فوق سويومبو. صمم العلم الفنان دودين تشويدوغ (Додийн Чойдог).
من الشائع أن يرفع العلم المنغولي في منطقة منغوليا الداخلية ذاتية الحكم، ولكن الحكومة الصينية تعارض هذا بسبب مخاوف من الانفصال.

## الألوان

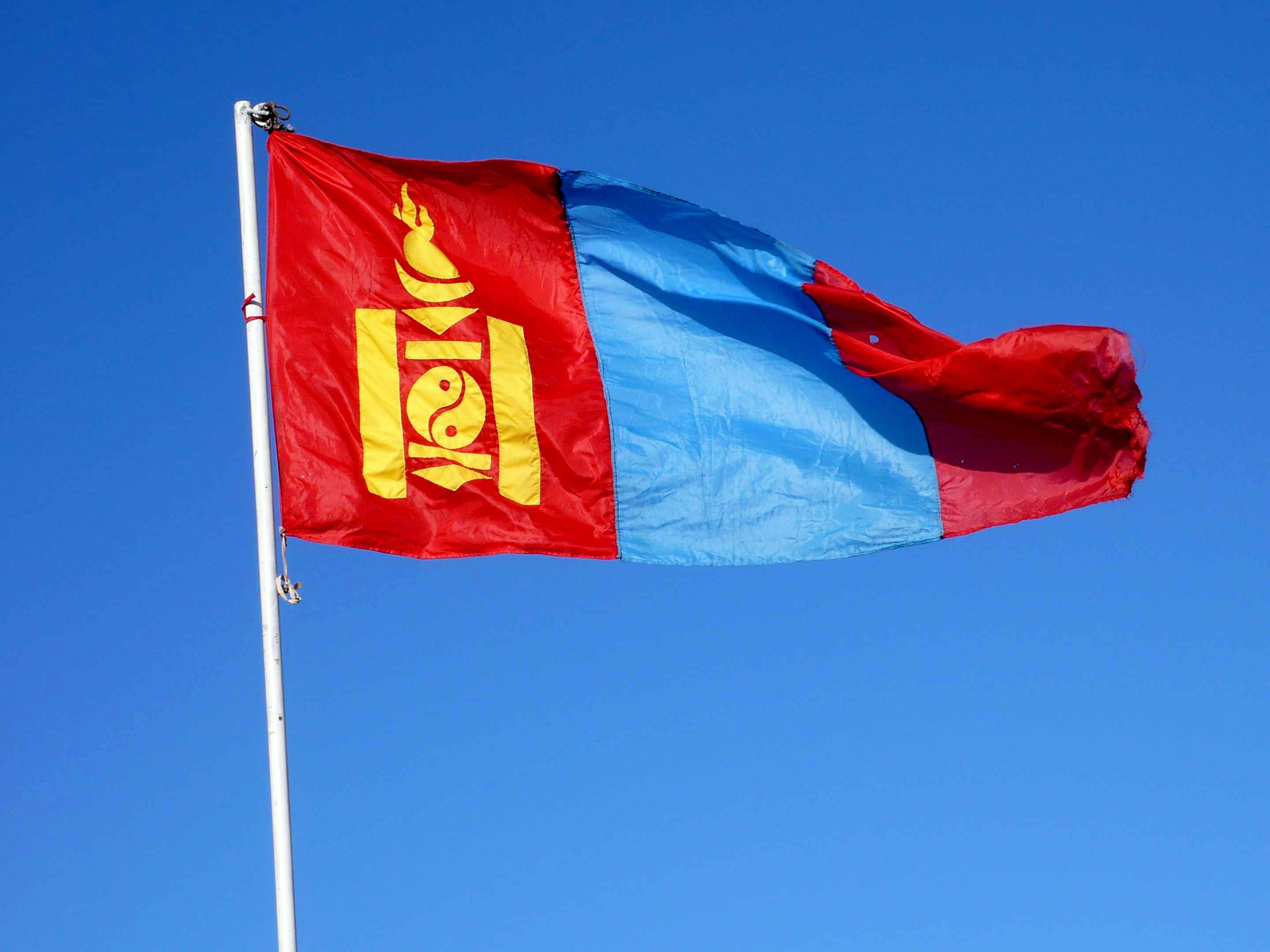
علم منغوليا (2009)

حدد ألوان العلم في يوليو 2011.
| النموذج اللوني                       | ألوان      | أحمر        | أصفر            |
| ------------------------------------ | ---------- | ----------- | --------------- |
| رال                                  | 5015       | 2002        | 1021            |
| بانتون                               | 300 C      | Red 032 C   | Medium Yellow C |
| النموذج اللوني سيان ماجنتا أصفر أسود | 100-60-0-0 | 10-100-90-0 | 0-15-100-0      |
| ألوان الويب                          | #0066B3    | #DA2032     | #FFD400         |
| النموذج اللوني أحمر أخضر أزرق        | 0-102-179  | 218-32-50   | 255-212-0       |

## الأعلام التاريخية
| العلم | التاريخ   | الوصف |
| ----- | --------- | --- |
|       | 1911–1920 | بعد استقلال المغول عام 1911 خلال سقوط سلالة تشينغ الصينية، تبنى بوغد خانات منغوليا هذا العلم. اتخذ قرار تبني العلم الوطني أيضًا من أجل تعزيز صورة الدولة المستقلة الحديثة. تختلف الأعلام الباقية اختلافات فردية طفيفة عن هذا التصميم المعقد.                                                                                     |
|       | 1920–1921 | في أواخر عام 1919 بدأت القوات الصينية باحتلال منغوليا. دمجت منغوليا في 1 يناير 1920 ورفع علم جمهورية الصين ذي خطوط الخمسة. |
|       | 1921–1924 | بعد الثورة المنغولية في 1921 استعاد المنغوليين الاستقلال. كانت الدولة لا تزال ملكية رسميًا وبقي علمها السابقة. |
|       | 1924–1940 | بعد وفاة بوجد خان في عام 1924 أعلن تأسيس الجمهورية الشعبية المنغولية. اعتمد أول دستور للجمهورية الجديدة في 26 نوفمبر 1924 ووصف فيه علمها الجديد. لم يوحد الشكل والتصميم الدقيق للعلم وعُرف فقط على أنه علم أحمر يتوسطه شعار الدولة. لذلك يمكن رؤيته مع بعض الاختلافات، مثل عدم وجود أي نص أو استخدام شكل مستطيل بدون ثلاثة ذيول. |
|       | 1940–1945 | ناقش الزعيم المنغولي خورلوجين شويبالسان اعتماد دستور جديد مع قيادة الاتحاد السوفيتي أثناء زيارته في نوفمبر 1939. اعتمد الدستور الثاني لجمهورية منغول الشعبية ومعه العلم الثاني في 30 يوليو 1940. وصف العلم بأنه علم أحمر أبعاده 1:2 يتوسطه شعار الدولة وعلى جانبي الشعار الجمهورية الشعبية المنغولية.                           |
|       | 1945–1992 | أثار شويبالسان مسألة تبني علم جديد في الاجتماع 43 لهيئة رئاسة مؤتمر الدولة في 10 يوليو 1945، حيث تمت الموافقة على تصميم العلم الجديد. اختار شويبالسان استعادة سويومبو كونه رمزًا وطنيًا. عدل الدستور عام 1949 وإدرج وصف العلم في بداية دستور عام 1960. استخدام العلم حتى اعتماد الدستور الديمقراطي والعلم الحالي في عام 1992.     |

## الأعلام الأخرى
| العلم | التاريخ     | الاستخدام |
| ----- | ----------- | --- |
|       | 1921–1924   | علم حكومة منغوليا الشيوعية الثورية المؤقتة الذي استخدم خلال الثورة المنغولية 1921. لا توجد صور لهذا العلم وإنما فقط أوصاف. لذلك أبعاد شكل الأعلام والموضع الدقيق للرمز غير معروف.                            |
|       | 1930–1940   | علم غير واضح استخدم بين عامي 1930 و1940. |
|       | "1924–1940" | علم خاطئ لجمهورية منغوليا الشعبية ظهر في عدة مصادر غربية يتكون من علم أحمر يتوسطه سويومبو أزرق. يتناقض هذا مع المصادر المنغولية والرسومات المعاصرة والأدلة الفوتوغرافية لعلم عام 1924 المستخدم في ذلك الوقت. |
|       |             | علم اللجنة الأولمبية الوطنية المنغولية. |
|       |             | علم القوات المسلحة المنغولية. |
|       |             | علم القوة البرية المنغولية |
|       |             | علم القوات الجوية المنغولية |